# Тафтан
Тафтан чи тафтун (перс. تافتون) — дріжджевий хліб з борошна з перської кухні, пакистанської кухні та кухні індійського штату Уттар-Прадеш,, який готується в глиняній печі. Це назва перського походження.
Хліб робиться з молока, йогурту та яєць. Зазвичай приправлений шафраном та незначною кількістю кардамону і може бути посипаний зернами маку.